# Arapahoe megye
Arapahoe megye az Amerikai Egyesült Államokban, azon belül Colorado államban található. Megyeszékhelye Littleton, legnagyobb városa Aurora. Lakosainak száma 655 070 fő (2020. április 1.). Arapahoe megye Denver, Adams, Washington, Lincoln, Elbert, Douglas és Jefferson megyékkel határos.

## Népesség
A megye népességének változása:
| Lakosok száma | 574 757 | 585 827 | 595 850 | 607 070 | 631 096 | 655 070 |
|               | 2010    | 2011    | 2012    | 2013    | 2015    | 2020    |